# Чернобай Юрій Миколайович
Юрій Миколайович Чернобай (також Юрій Миколайович Чорнобай; 6 червня 1946, місто Оренбург, РРФСР — 10 липня 2024, Львів) — академік Лісівничої академії наук України, дійсний член Української екологічної академії наук, директор Державного природознавчого музею НАН України, доктор біологічних наук, старший науковий співробітник, професор.

## Біографія
Чорнобай Юрій Миколайович народився 6 червня 1946 року в місті Оренбург, РРФСР. У 1970 році закінчив Львівський державний університет імені Івана Франка за спеціальністю «Біологія, хімія» та кваліфікацією «Викладач біології та хімії».
Трудову діяльність розпочав у 1964 року лаборантом-препаратором у Львівській зональній агрохімлабораторії. Після закінчення ВНЗ працював інженером в НДІ землеробства і тваринництва західних районів УРСР (1970—1972 рр.). У 1972 році став аспірантом у Державному природознавчому музеї АН УРСР. Після аспірантури з 1975 р. працював у Львівському відділенні Інституту ботаніки АН УРСР на посадах інженера-еколога (1975—1978 рр.), молодшого наукового співробітника (1978—1980 рр.), старшого наукового співробітника та вченого секретаря (1980—1987 рр.). Від 1987 року й до 2019 року (тобто упродовж 33 років) був директором Державного природознавчого музею у Львові.
Доктор біологічних наук з 1995 року за спеціальністю 03.00.16 — екологія. Вчене звання професора присвоєно у 2007 році за спеціальністю «03.00.05 — ботаніка» в Інституті ботаніки імені М. Г. Холодного НАН України.

## Наукова та педагогічна діяльність
Професор Чорнобай Ю. М. у 2004—2006 роках викладав в Інституті підприємництва і прогресивних технологій (ІППТ) при Національному університеті «Львівська політехніка». З 2005 року є професором кафедри природничих основ охорони середовища Вищої школи охорони середовища (місто Радом, Польща). Викладає такі навчальні дисципліни: «Природничі критерії в стандартах ОВНС», «Екологічні основи лісівництва», «Основи ґрунтознавства», «Організація екологічного моніторингу». За останні 5 років він підготував 10 кандидатів і 3 докторів біологічних наук. На сьогодні очолює львівську наукову школу з природничої музеології. Науково-педагогічний стаж роботи професора становить 40 років.
Під його керівництвом проведена унікальна реконструкція музею — пам'ятки архітектури XIX століття. Музей став координатором міжнародного проекту CERI («Карпатська екорегіональна ініціатива») та міжакадемічних програм Європи з вивчення біорізноманітності та концептуального розроблення природничої музеології.
Професор з 2004 року є дійсним членом Міжнародного комітету музейних організацій (ІСОМ UNESCO) та головою Природничої секції ICOM-UKRAINE. Він також є членом багатьох науково-технічних та редакційних рад. З 1994 року він є членом Ради директорів музеїв м. Львова, а з 2001 року — головою редакційної ради «Наукових записок Державного природознавчого музею НАН України».
За роки наукової та педагогічної діяльності професор видав багато науково-популярної та навчально-методичної літератури. Серед них, три монографії, один навчальний посібник, понад 180 публікацій у різних вітчизняних та зарубіжних виданнях, з них 154 наукового та 26 навчально-методичного характеру: Деякі з них такі:
- Чорнобай Ю. М. Трансформація рослинного детриту в природних екосистемах. — Львів: вид-во ДПМ НАН України, 2000. — 352 с.
- Chernobaj J., Drygant D. The Starunia collections in the national academi of Ukraine in Lviv // Geoturystyka (Poland) 2009, Nr.(18). — p. 45—50.
- Czarnobaj Ju. Zarządzanie ochroną przyrody w lasach, tom IV. — Tuchola: WSZS, 2010. — S. 31—38.
- Чернобай Ю. М. Сучасне природознавство та його місце в екологічній освіті // Подільський природ. вісник. — 2010, вип 1. — Кам'янець-Подільський: вид. Аксіома, 2010. — С. 20—28.
- Чернобай Ю., Андрейчук Ю., Бокотей А., Вовк О. та ін. Геоекологічне моделювання стану пам'яток природи та історії. — Львів: Вид. центр ЛНУ, 2010. — 214 с.
- Chernobaj Y.,Tasenkevich L. Kruglov I., Kalinovicz N., Inkin E., Puka E., Veen P. Inventory of Grasslands of the Ukranian Carpatians. — Lviv: 2011, Pb.SNHM NAS of Ukraine, Rojal Dutch Society for Nature Conservation. — 88 p.

Він член спеціалізованої вченої ради Інституту агроекології УААН (м. Київ) за спеціальністю 03.00.16 — екологія. Від 2011 року його включено до Ради експертів з біологічних наук Міністерства освіти і науки, молоді та спорту України.

## Визнання
- 2008 — Золота нагорода Польського Товариства Ентомологів.